# Coleosporium saussureae
Coleosporium saussureae är en svampart som beskrevs av Thüm. 1880. Coleosporium saussureae ingår i släktet Coleosporium och familjen Coleosporiaceae.   Inga underarter finns listade i Catalogue of Life.